# 딘 스미스 (농구인)

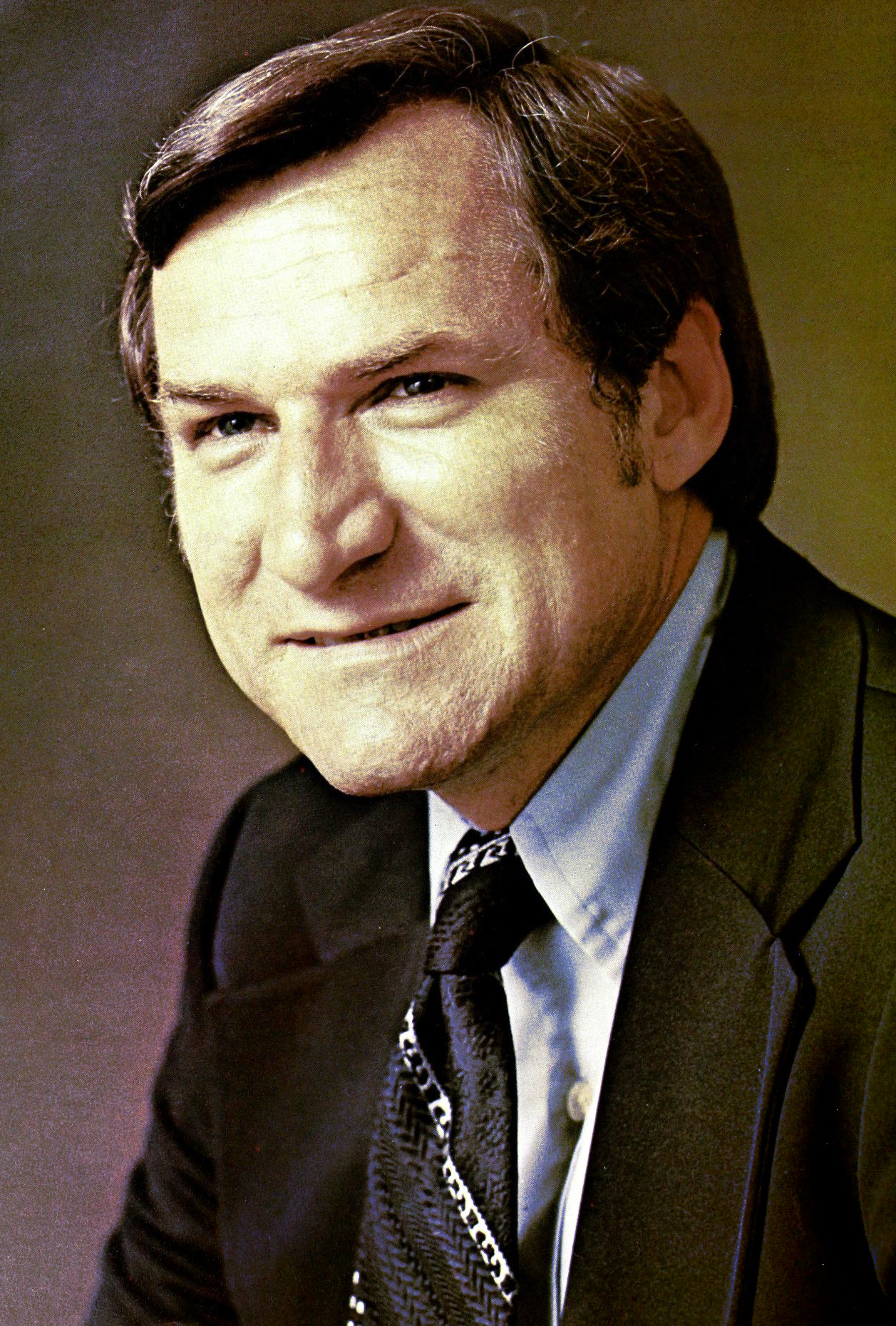
딘 스미스 (1973년)

딘 에드워즈 스미스(영어: Dean Edwards Smith, 1931년 2월 28일 - 2015년 2월 7일)는 미국의 남자 대학 농구 감독이었다. 농구 명예의 전당에서 "코칭의 전설"로 불리는 그는 채플힐에 있는 노스캐롤라이나 대학교에서 36년 동안 코치로 근무했다. 딘 스미스는 1961년부터 1997년까지 코치를 맡았고 당시 NCAA 디비전 I 남자 농구 기록인 879승을 거두며 은퇴했다. 딘 스미스는 남자 대학 농구 코치 중 9번째로 높은 승률 (77.6%)을 기록했다. 감독 재임 기간 동안 노스캐롤라이나 대학교는 전국 챔피언십에서 2번 우승했으며 11번의 파이널 포스에 진출했다.